# 双枝庙
29°25′57.29″N 121°17′31.58″E / 29.4325806°N 121.2921056°E
双枝庙是中国浙江省宁海县的一座境主庙，位于深甽镇清潭村。建筑始建于明正德年间，1933年曾重修。宗祠占地面积804平方米，设有单藻井戏台，2006年5月与县内其他9处古戏台以宁海古戏台的名义被列入第六批全国重点文物保护单位。